# Condecoraciones de la Generalidad Valenciana

Emblema logotipado de la Generalidad Valenciana.

Las Condecoraciones de la Generalidad Valenciana son el conjunto de distinciones civiles entregadas por las autoridades de esta región española. La mayoría de ellas reciben la denominación de "Distinciones". Se entregan el día 9 de octubre, Día de la Comunidad Valenciana. Estas distinciones son las siguientes:
- Alta Distinción de la Generalitat Valenciana: Creada en 1986, está regulada por el Decreto 28/1986, de 19 de marzo, modificado por el Decreto 177/2003, de 12 septiembre. Tiene como finalidad recompensar a personas físicas o entidades que se han distinguido en su actividad al servicio de los intereses de la Comunidad Valenciana. Se entrega, a título póstumo, a las víctimas fallecidas por actos de terrorismo. Se concede por decreto, previo acuerdo del Consell o Consejo de Gobierno de la Comunidad Valenciana.

- Distinción de la Generalitat Valenciana: Establecida en el año 2003 por el Decreto 177/2003, de 12 septiembre. Recompensa a las personas que han sido víctimas del terrorismo, así como a los miembros de los Cuerpos y Fuerzas de Seguridad del Estado, Policía autonómica y local, que se hayan distinguido por actuaciones concretas en defensa de los derechos y libertades de los ciudadanos valencianos. También, a título colectivo o individual, la reciben quienes salven personas en grave riesgo, como consecuencia de catástrofe o bien colaboren de forma determinante en el restablecimiento de la normalidad en zonas siniestradas. Es otorgada por decreto previo acuerdo del Consell.

- Distinción de la Generalitat Valenciana a Víctimas del Terrorismo como Reconocimiento en la Lucha contra el Terrorismo: Aprobada en 2003, la regula el Decreto 177/2003, desarrollado por la ley 1/2004 de Ayudas a Víctimas del Terrorismo. Su reglamento de concesión lo ha establecido el Decreto 63/2009. Distingue a personas heridas o secuestradas en actos terroristas perpetrados en territorio valenciano o que afecten a ciudadanos valencianos. También premia a personas o entidades por servicios prestados en la lucha contra el terrorismo o en tareas relacionadas con integración de las víctimas. Se concede por decreto previo acuerdo del Consell.

- Distinción de la Generalitat Valenciana al Mérito Cultural: Adoptada en 1986 mediante el Decreto 35/1986, de 10 de marzo, modificado por los decretos 25/1994, de 8 de febrero, 255/1997, de 8 de octubre y 190/2003, de 3 de octubre. Su objetivo es distinguir a las personas, entidades y colectivos que por sus méritos hayan contribuido a destacar la aportación de la Comunidad Valenciana en cualquier ámbito cultural. Otorgadas mediante decreto del Consell a propuesta del Consejo Valenciano de Cultura, Consejero de Cultura (consultado el Consejo Valenciano de Cultura), Consejero de Cultura cuando el número de candidaturas no exceda de dos. Limitada anualmente a un máximo de dos, cuatro de forma excepcional.

- Distinción de la Generalitat Valenciana al Mérito Deportivo: Creada en 1986 por el Decreto 33/1986, de 10 de marzo y la Orden de 26 de junio de 1989, de la Consejería de Cultura, Educación y Ciencia, modificada por la Orden de 7 de noviembre de 2003. Recompensa a personas o entidades por actuaciones o conductas relevantes en la práctica, promoción o investigación del deporte. Cuenta con dos modalidades: Medalla, destinada a personas y Placa para entidades. Cada modalidad se divide en tres categorías, oro, plata y bronce. Es concedida por decreto el presidente de la Generalidad en su categoría de Oro y decreto del Consell en el resto de categorías. No requieren acuerdo del Consell.

- Distinción de la Generalitat Valenciana al Mérito Científico: Se entrega desde el año 2010 y la regula el Decreto 152/2010, de 1 de octubre. Sirve de reconocimiento público de los méritos de aquellas personas o entidades que hayan destacado en el ámbito de la investigación científica. Se otorga a valencianos o personas vinculadas con la Comunidad Valenciana o haya desarrollado parte de su labor científica en la región. En caso de las entidades es necesario que tengan situadas su sede en la comunidad o que hayan desarrollado, fomentado, patrocinado o realizado proyectos de investigación en beneficio de la sociedad valenciana. Las otorga el Consell por decreto a propuesta del presidente de la Generalidad. Está limitada a un máximo anual de cuatro distinciones, aunque la cifra puede aumentarse de forma excepcional si existen motivos justificados.

- Distinción de la Generalitat Valenciana al Mérito Empresarial y Social: Más reciente que las anteriores ya que se entrega desde el año 2016, en virtud del Decreto 131/2016, de 7 de octubre. Su finalidad es galardonar personas físicas o jurídicas por su contribución con el crecimiento inteligente, responsable y sostenible de la Comunidad Valenciana.

- Distinción de la Generalitat Valenciana al Mérito por Acciones a Favor de la Igualdad y para una Sociedad Inclusiva: Se creó junto a la anterior en 2016 por el Decreto 132/2016, de 7 de octubre.  Premia a personas o entidades por su compromiso con la igualdad, la consecución de una sociedad inclusiva y la visibilidad de la diversidad social que desarrollen su actividad en la Comunidad Valenciana.

- Distinción Joan Lluís Vives de la Generalitat a la aportación valenciana a la construcción de Europea: Establecida en 2017 por el Decreto 129/2017, de 7 de octubre, en reconocimiento de personas, entidades, proyectos o iniciativas vinculadas con la Comunidad Vanenciana, por su contribución al fortalecimiento del proyecto común europeo y de sus valores.

Otras distinciones entregadas por la Generalidad Valenciana son los Premios de las Letras Valencianas, el Premio Jaime I en Estudios e Investigación o el título de Embajador de la Comunidad Valenciana.

Orden de Jaume I el Conqueridor
La Orden de Jaume I el Conqueridor, aprobada por el Decreto del Consell 12/2008, de 1 de febrero, se estableció como distinción destinada a aquellas personas o entidades que hayan destacado por sus méritos en los ámbitos cultural, profesional, económico, cívico o social. También premia los servicios destinados al desarrollo y progreso de la Comunidad Valenciana, recuperación y dignificación de su cultura, identidad o símbolos, y a la difusión de los valores autóctonos del pueblo valenciano.

## Lista de condecorados
- Condecorados con las Distinciones de la Generalidad Valenciana.